# シャルル・ラベマナンザーラ
シャルル・ラベマナンザーラ（英語: Charles Rabemananjara、1947年6月9日 - ）はマダガスカル共和国の政治家。同国首相（第20代）を務めたが、2009年のクーデターにより大統領マーク・ラヴァルマナナと共に失脚した。

## 経歴
1947年6月9日生まれ。政界に進出し、2004年にマダガスカル軍の責任者となる。2005年11月28日には内務大臣に就任した。2007年1月20日に大統領のマーク・ラヴァルマナナより首相に任命された。
2009年1月から3月にかけて勃発したマダガスカル政治危機のマダガスカル・クーデターでは、野党指導者アンドリー・ラジョエリナがマダガスカル軍を率い、ラヴァルマナナ大統領が立てこもる大統領府を占拠し、政権を握った。これに伴い、ラベマナンザーラは首相から解任された。